# Ugo Massocco
Ugo Massocco (* 10. April 1928 in Alessandria; † 29. Mai 1991 in Asti) war ein italienischer Radrennfahrer.

## Sportliche Laufbahn
Als Amateur gewann er das Rennen Milano–Tortona 1949. Massocco war von 1951 bis 1961 Berufsfahrer. 1954 siegte er in der Sizilien-Rundfahrt vor Livio Isotti. 1955 gewann er den Giro delle Alpi Apuane. Im Giro d’Italia war er siebenmal am Start. 1954 hatte er mit dem 48. Rang seine beste Platzierung im Gesamtklassement.